# William Butler (generale)
William Francis Butler (Golden, 31 ottobre 1838 – Bansha, 7 giugno 1910) è stato un militare e politico britannico di origine irlandese.

## Biografia

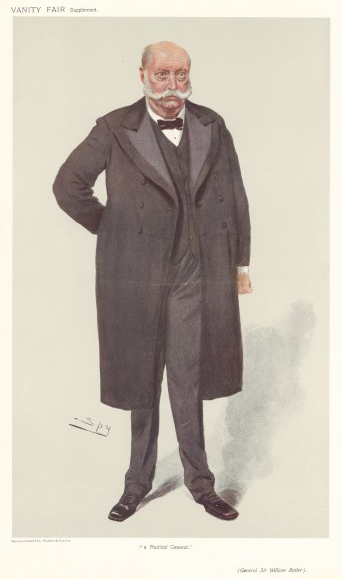
Butler in una caricatura di Spy per Vanity Fair, 1907

William Butler era figlio di Richard e di sua moglie Ellen. La grande carestia del 1847 colpì profondamente la sua famiglia e per questo venne inviato a studiare presso i gesuiti al Tullabeg College.
Entrò nell'esercito come alfiere del 69th Foot nella caserma di Fermoy nel 1858, divenendo capitano nel 1872 e maggiore nel 1874. Prese parte con distinzione alla spedizione del Red River (1870-1871) e nelle guerre ashanti del 1873-1874 sotto il comando del generale Wolseley, ricevette quindi le insegne di compagno dell'Ordine del Bagno nel 1874.
L'11 giugno 1877 sposò Elizabeth Thompson, nota pittrice di scene belliche, che realizzò su suo spunto opere come The Roll Call (1874), Quatre Bras (1875), Rorke's Drift (1881), The Camel Corps (1891) e The Dawn of Waterloo (1895). La coppia ebbe insieme sei figli. Sua figlia, Elizabeth Butler, sposò il tenente colonnello Randolph Albert Fitzhardinge Kingscote (6 febbraio 1867 - 8 dicembre 1940) il 24 luglio 1903.
Prestò servizio nuovamente sotto il generale Wolseley nella guerra anglo-zulù (come tenente colonnello), nella campagna di Tel-el-Kebir (dopo la quale divenne aiutante di campo della regina Vittoria) ed in Sudan nel 1884-1886, divenendo colonnello della compagnia nel 1885 e generale di brigata l'anno successivo. Sempre nel 1886 divenne cavaliere commendatore dell'Ordine del Bagno e come generale di brigata rimase in Egitto sino al 1892 quando venne promosso maggiore generale e trasferito a Aldershot, ottenendo quindi il comando del South-Eastern District nel marzo del 1896.
Nel 1898 succedette al generale William Howley Goodenough come comandante in capo in Sudafrica, col rango locale di tenente generale. Per un breve periodo (dicembre 1898-febbraio 1899), durante l'assenza di Sir Alfred Milner in Inghilterra, fu alto commissario con capacità militari, ma espresse giudizi negativi circa l'operato del governo sulle colonie; venne richiamato in patria e passò al comando del Western District, mantenendo tale incarico sino al 1905. Ottenne anche l'Aldershot Command per un breve periodo tra il 1900 ed il 1901. Sir William Butler venne promosso tenente generale nel 1900 e continuò a prestare servizio attivo sino al 1905.
Si ritirò dagli incarichi militari nell'ottobre del 1905. Trascorse gli ultimi anni della sua vita nel castello di Bansha, in Irlanda, dedicandosi alla causa dell'educazione dei giovani, ma interessandosi anche di storia, società ed economia. Butler fu un noto ammiratore di Charles Stewart Parnell e del movimento nazionalista irlandese. Divenne membro del senato accademico della National University of Ireland, e commissario della Board of National Education. Nel giugno del 1906, venne nominato cavaliere di gran croce dell'Ordine del Bagno e nel 1909 divenne membro del Consiglio Privato per l'Irlanda. Morì al castello di Bansha e venne sepolto nel cimitero di Killaldriffe.
Attivo come scrittore sin dall'uscita del suo The Great Lone Land (1872), sulla spedizione del Red River, scrisse una biografia di Charles George Gordon (1889)  e di Sir George Colley (1899).
Iniziò a lavorare ad una propria autobiografia ma morì prima di completarla. La sua figlia minore, Eileen, viscontessa Gormanston, completò l'opera e la diede alle stampe nel 1911.